# 15415 Rika
15415 Rika (1998 CA1) là một tiểu hành tinh vành đai chính được phát hiện ngày 4 tháng 2 năm 1998 bởi A. Nakamura ở Kuma Kogen.